# Sant Joan de Surri
Sant Joan de Surri era una capella romànica del poble de Surri, en el terme municipal de Vall de Cardós, a la comarca del Pallars Sobirà, dins de l'antic terme de Ribera de Cardós. Les restes de la capella són en el mateix nucli del poble. Es tracta de les restes d'una petita església romànica, de nau única.

## Descripció
Església sense estil definit, però segurament construïda als segles XVII-XVIII, és d'una sola nau sense absis marcat exteriorment, encara que sí interiorment. Estava coberta amb volta de canó i tenia la porta a ponent. Actualment està ensorrada, amb la volta caiguda i el mur de ponent a la mateixa situació.